# Marcapatadvärgspett
Marcapatadvärgspett (Picumnus subtilis) är en fågel i familjen hackspettar inom ordningen hackspettartade fåglar.

## Utbredning och systematik
Fågeln förekommer vid foten av Anderna i östra Peru (Loreto till Cusco och Madre de Dios). Den behandlas som monotypisk, det vill säga att den inte delas in i några underarter.

## Status och hot
Arten har ett stort utbredningsområde, men tros minska i antal, dock inte tillräckligt kraftigt för att den ska betraktas som hotad. Internationella naturvårdsunionen IUCN listar arten som nära hotad (LC).

## Namn
Marcapata är ett distrikt i Quispicanchi-provinsen i departementet Cusco i södra Peru.